# Terrell Brandon
Thomas Terrell Brandon (* 20. Mai 1970 in Portland, Oregon) ist ein ehemaliger US-amerikanischer Basketballspieler. Brandon wurde während seiner Karriere zweimal zum All-Star gewählt.

## Laufbahn
Brandon wurde beim NBA-Draft 1991 an 11. Stelle von den Cleveland Cavaliers ausgewählt. Hier verbrachte er seine erfolgreichsten Jahre und wurde 1996 und 1997 in das NBA All-Star Game eingeladen. Er zählte Mitte der 90er zu den besten Spielern auf seiner Position und erzielte zwischen 1995 und 1997 gut 19 Punkten und 6,5 Assists pro Spiel. Dennoch wurde er 1997 zusammen mit Teamkollege Tyrone Hill zu den Milwaukee Bucks transferiert. Im Gegenzug wechselte Shawn Kemp nach Cleveland und Vin Baker zu den Seattle SuperSonics. Nach 1½ Jahren wurde Brandon zu den Minnesota Timberwolves transferiert. An der Seite von Kevin Garnett erreichte er mit den Wolves zwischen 1999 und 2001 regelmäßig die Playoffs. Danach wurde Brandon immer wieder von Verletzungen geplagt, so dass die Wolves ihn im Februar 2002 auf die Verletztenliste setzten. Im Sommer 2003 wurde Brandon zu den Atlanta Hawks transferiert, bestritt für diese jedoch kein Spiel. Im Februar 2004 wurde er von diesen entlassen, nachdem er zwei Jahre lang kein NBA-Spiel mehr bestritten hatte. Nach der Entlassung gab Brandon seinen Rücktritt bekannt.
Während seiner Karriere erzielte Brandon 13,8 Punkte, 6,1 Assists und 1,6 Steals pro Spiel.

## Auszeichnungen
- NBA All-Star: 1996, 1997
- NBA All-Rookie Second Team: 1992
- NBA Sportsmanship Award 1997